# Leptosynapta transgressor
Leptosynapta transgressor är en sjögurkeart som beskrevs av Heding 1928. Leptosynapta transgressor ingår i släktet Leptosynapta och familjen masksjögurkor. Inga underarter finns listade i Catalogue of Life.